# Martin Gümbel
 Martin Gümbel  (* 16. Januar 1923 in Stuttgart; † 20. September 1986 in Aalen) war ein deutscher Komponist und Musikpädagoge.

## Leben
Nach dem Studium der Fächer Komposition und Flöte an der Staatlichen Hochschule für Musik und Darstellende Kunst Stuttgart war Martin Gümbel seit 1950 als Komponist, Flötist und Flötenlehrer tätig. Stark beeinflusst wurde er von den Internationalen Ferienkursen für Neue Musik, die alljährlich in Darmstadt stattfinden. Dort wirkten Messiaen, Fortner, Varèse und der Philosoph Adorno. Doch auch die Neue Wiener Schule – Schönberg, Webern, Berg – und die Begegnung mit Nono, Boulez und Stockhausen prägten sein kompositorisches Schaffen. 1960 kehrte er als Lehrbeauftragter an die Stuttgarter Musikhochschule zurück und wurde dort 1971 als Professor für Musiktheorie und Komposition berufen. 1978 wurde er zum Prorektor, 1980 zum Rektor der Hochschule gewählt. In dieser Zeit setzte er sich auch für die Errichtung eines Studiengangs Jazz und Popularmusik ein, der dann von seinem Nachfolger realisiert wurde.
Martin Gümbel war verheiratet mit der Pianistin Luise Gümbel.

## Werkverzeichnis

### Kammermusik
- Sonate für Flöte und Klavier (1948, ca. 19 Min.)
- Fünf kurze Stücke für Blockflötenquartett oder andere Instrumente (Celle: Moeck 1959, ca. 10 Min.)
- Der Hirt von Crumau, Variationen über einen Wiener Ländler von 1750; für Blockflötenquartett oder andere Instrumente (Stuttgart: Hänssler 1960, ca. 17 Min.)
- Drei Chansons für Flöte und Cembalo/Klavier (Stuttgart: Hänssler 1961, ca. 11 Min.)
- Apoll und Marsyas, lyrische Szene für Flöte und Cembalo (1962, ca. 8 Min.)
- Sieben Fabeln, zu Texten von Babrios, Phädrus und Äsop; für Flöte, Viola, Cembalo (1963, ca. 12 Min.)
- Interludien, für Altblockflöte oder Altflöte in G und Cembalo (Stuttgart: Hänssler 1964, ca. 11 Min.)
- Sator Arepo III, für einen Flötisten mit kleinem Schlagzeug (1969, ca. 6–30 Min.)
- Flötenstories, für drei gleiche Blockflöten (Celle: Moeck 1975, ca. 12–14 Min.)
- Notturno, für Baßblockflöte mit zwei Gongs und Tonband (Celle: Moeck 1976, ca. 14 Min.)
- Überschreitungen, für Schlagzeug solo (Celle: Moeck 1977, ca. 12 Min.)
- Annäherungen, für Klavier und Vibraphon (1978, 14–16 Min.)

### Größere Ensembles
- Quartett in zwölf Variationen für Flöte, Englisch Horn, Gambe, Cembalo (1959, ca. 13 Min.)
- Gesichte nach Texten Moses, der Propheten und der Offenbarung; für Bariton, 3 Sprecher (mit kleinem Schlagzeug), Flöte, Posaune, Violoncello und Schlagzeug (Stuttgart: Hänssler 1969, ca. 14 Min.)
- Musica Poietica, nach Texten von Musiktheoretikern der Antike, des Mittelalters und der Neuzeit; für drei Vokalisten (MS, T, B), Flöte, Klarinette, Violoncello, Klavier, Cembalo/Harmonium, Schlagzeug, zwei Spieler eines Steuergeräts, einen Assistenten, drei Tonbandgeräte, sechs Lautsprecher, Steuergerät (1974, ca. 20 Min.)
- Jubilationes für drei Flöten, Kontrabass, Schlagzeug (1984, ca. 10')

### Orchesterwerke
- Andante, nach einem Gedicht von M. Hausmann „Weg in die Dämmerung“; für Orchester (2 Fl, 2 Ob, 2 Kl, 2 Fg, 2 Hr, Str), (1949, ca. 5 Min.)
- Concertino, für Flöte und Kammerorchester (Picc, 2 Ob, 2 Kl, 2 Fg, Trp, 6 Kb, Klavier, Schlagzeug), (1950, ca. 12 Min.)
- Die Weltalter, Symphonie in drei Sätzen und einem Epilog; für Orchester (2 Fl, 2 Ob, 2 Kl, 2 Fg, 2 Hr, 2 Trp, 2 Pos, Celesta, Schlzg, Pk, Str), (1952, ca. 20 Min.)
- Sinfonietta Serena, für 2 Flöten, Oboe, Trompete, Klavier und Streicher (1958, ca. 15 Min.)
- Concerto, für Holzbläser, Streicher und Schlagzeug (2 Fl, 2 Ob, 2 Kl, 2 Fg, Schlzg, Klav, Pk, Str), Trompete im Finale (1958, ca. 11 Min.)
- Divertimento, für Streichorchester (Kassel: Bärenreiter, ca. 12 Min.)

### Solostimme mit Instrumenten
- Der Acker nach einem Gedicht von Utta Keppler; für Singstimme und Klavier (1949)
- Ein Gebet Asaphs nach Worten des 80. Psalms; für Bariton und Orgel (1966/81)
- Sator Arepo I, Variationen über ein Magisches Quadrat; für Flöte und Sopran (1967, ca. 8 Min.)
- Sator Arepo II, Magisches Quadrat; für Flöte, Sopran und Schlagzeug (1968, ca. 12 Min.)

### Chor mit Instrumenten
- Allein zu dir, Herr Jesu Christ, Chorkantate für 4-st. Chor, Flöte, Streicher und Orgel (1949, ca. 12 Min.)
- Singet dem Herrn, Kantate nach Psalm 149, für 4-st. Chor, Blechbläser, Schlagzeug und Orgel (1952, ca. 10 Min.)
- Gelächter auf hohem Kothurn, nach Gedichten von Lessing, Schiller, Goethe; für 4-st. Chor, Tenorsolo, Flöte, Klarinette, Trompete, Klavier, Kontrabass, Schlagzeug (1958, ca. 16 Min.)
- Fünf Chorlieder, nach Gedichten des Li Tai Pe in der Übertragung durch Klabund; für 3-st. Chor (S, A, M), Flöte, Gitarre, Violoncello, kleines Schlagzeug (1966, ca. 14 Min.)
- Fahrplantexte, nach Auszügen aus dem Taschenfahrplan der Deutschen Bundesbahn Winter 65/66; für 4-st. Chor, 2 Klaviere, Schlagzeug, 3 Kontrabässe (1966, ca. 18 Min.)
- Ein Bußpsalm Davids, nach Worten des 143. Psalms; für gem. Chor und Orgel (1968, ca. 8 Min.)
- Sappho-Fragmente für 12 Frauenstimmen und 6 Flöten (New York, Seesaw Music Inc. 1972, 14 Min.)
- Salve regina für 3 Frauenstimmen (Solo), 4-stg Frauenchor u. Orgel (2 Orgeln) (1981, ca. 6')
- Nachrichten vom himmlischen Jerusalem für 9 Vokalisten und Instrumentalensemble (1983, ca. 17 Min.)

### Chor a cappella
- Vier Chöre: Rezensent (Goethe), Die beste Welt (Goethe), Kartoffellied (M. Claudius), An die Mutter (Utta Keppler), (1950)
- Irret nicht, liebe Brüder, Motette für 4-st. gem. Chor (1966, ca. 7 Min.)

### Orgel/Klavier
- Fächerspiel, für Klavier zu vier Händen (1968, ca. 10 Min.)
- Erscheinung – Entrückung – Wiederkehr, für Orgel, Chororgel und Schlagzeug (2 Spieler), (1976, ca. 20 Min.)
- Trifolium: In memoriam M. C. P. C., Somnium Jacobi, Labyrinthus vel filum Ariadnae (München: Edition Modern Hans Wewerka 1979, ca. 34 (17/5/12) Min.)
- Filum Ariadnae II für Klavier (1980, ca. 8 Min.)

### Szenische Musik/Filmmusik
- Musik zu einem Kasperlspiel, nach Graf Pocci; für 3-st. Frauenchor, Flöte, zwei Violinen, Cello und kleines Schlagzeug (1961)
- Filmmusik N.N., zu dem Film von Ottomar Domnick; für eine Vocalistin und vier Instrumentalisten (Flöte, Violoncello, Klavier/Cembalo, Schlagzeug), (1969, ca. 35 Min.)
- Musik zu einer Marionettenszene, für Flöte, Klarinette, Posaune, Cello, 2 Klaviere, Cembalo und Schlagzeug (4 Spieler), (1973, ca. 11 Min.)

### Miscellanea
- Fünf leichte Duette, für Sopran und Altblockflöte. In: Spielbuch für Kinder. Hänssler, Stuttgart 1959
- Sieben ganz leichte Stücke, für Sopranblockflöte und Klavier. In: Spielbuch für Sopranblockflöte und Klavier. Hänssler, Stuttgart 1959
- Zehn Stücke, für 2–3 Celli. In: Susanne Hirzel: Celloschule, Bd. I-IV. Bärenreiter, Kassel 1959
- Die Vogelhochzeit, Variationen nach Strophen eines alten Gesellschaftsliedes für Blockflötentrio (S, S, A) oder andere Instrumente. In: Spielbuch für Kinder. Hänssler, Stuttgart 1959
- Kanons: Zeit ist wie die Ewigkeit (Silesius), Spiegelkrebskanon à 4; Viel Glück und Heil, Kanon à 2 (quaerende invenietis); Meistens alles auf der Erden (Logau), Kanon à 3; Musik kann mit Latein (Telemann) bzw. Latinitas cum musica, Canon duplex à 4 nach Telemann op. V, 5; Annum novum, Canon à 2 in Hypodiapente modo cancricato (1962–1969)
- Neunzehn Sätze zu Weihnachtsliedern, für 1–2 Singstimmen und Instrumente. In: Das Quempasbuch, Hausmusikausgabe. Bärenreiter, Kassel 1964
- Zwölf Choralvorspiele, für Blockflötenquartett. In: 34 Choralvorspiele für 2–4 Blockflöten. Hänssler, Stuttgart 1966
- Drei kleine Studien, für 2 Sopranblockflöten. Hänssler, Stuttgart 1969
- Choralvorspiel „Schönster Herr Jesu“, für Orgel. In: Neue Choralvorspiele zu den Liedern des EKG. Musikverlag Schultheiß, Tübingen 1974

### Lehrwerke
- Lern- und Spielbuch für Flöte. Bärenreiter, Kassel 1958/75
- Arbeitsblätter zur Tonsatzlehre Heft 1, Prüfungsaufgaben. Musikverlag Rohrdorf, Stuttgart 1964
- Arbeitsblätter zur Tonsatzlehre Heft 2, Harmonielehre in Stichworten. Musikverlag Rohrdorf, Stuttgart 1968
- Neue Spieltechniken in der Querflötenmusik seit 1950. Bärenreiter, Kassel 1974

### Texte
- Marginalien zur Hölderlinkantate von Karl Marx. In: Festschrift Karl Marx. Stuttgart 1967
- Vom Bildungswert der Musiktheorie (Immatrikulationsvortrag zum SS 1968). Privatdruck Gesellschaft der Freunde der Staatlichen Hochschule für Musik und Darstellende Kunst
- Musik zu einem ungewöhnlichen Film. Filmbeiheft zu Ottomar Domnicks Film N.N. und Ärzteblatt Baden-Württemberg, 9/69
- Versuch an Varèse Density 21,5. In: zfmth, 70/2
- Einige Randbemerkungen … und eine Nachbemerkung, zu Friedrich Neumanns Aufsatz Serielle Analyse und Telelogie. In: zfmth, 71/2
- Zur Reform des Musikstudiums. Rundfunkvortrag, SDR, April 1972
- Musiktheorie und Musikhochschule. In: zfmth, 74/2
- Nachruf Johann Nepomuk David. In: Mitteilungen der JND-Gesellschaft, 1978/1
- Musikkultur und Konzertleben (Vortrag zum 40-jährigen Jubiläum der Oratorienvereinigung Aalen am 29. September 1985) Privatdruck

## Werke auf CD-ROM
- Martin Gümbel zu seinem 75. Geburtstag: Sappho-Fragmente, Filum Ariadnae II, Gesichte, Ein Gebet Asaphs, Nachrichten. Eine Ewald Schumacher Produktion, AarTonVerlag, Violet LC 8900, Best.-Nr. 200061, Herausgeber: Staatlichen Hochschule für Musik und Darstellende Kunst, Stuttgart.